# 末冨純子
末冨純子（すえとみ じゅんこ）は日本の弁護士。ニューヨーク州弁護士。

## 来歴
福岡県出身。1980年 福岡県立修猷館高等学校に入学。高校3年の時、福岡から広島へ引っ越す。1983年3月 広島市立舟入高等学校卒業。1987年3月 九州大学法学部政治学専攻卒業。同年4月 日本電気（NEC）に入社。海外営業事業部にて勤務。1999年3月 東京大学法学部卒業。2000年10月に弁護士登録（大阪弁護士会所属）。2004年5月 ニューヨーク大学ロー・スクール修了。LL.M修得。2005年5月 コーネル大学ロー・スクール修了。LL.M修得。2006年にニューヨーク州弁護士登録。

## 略歴
- 1987年3月：九州大学法学部政治学専攻卒業。
- 1987年4月：日本電気（NEC）に入社。海外営業事業部にて勤務[1]。
- 1999年3月：東京大学法学部卒業。
- 2000年10月：弁護士登録（大阪弁護士会所属）[1]。
- 2004年5月：ニューヨーク大学ロー・スクール修了。LL.M修得。
- 2005年5月：コーネル大学ロー・スクール修了。LL.M修得。
- 2006年：ニューヨーク州弁護士登録。
- 2007年4月：大阪学院大学非常勤講師（経済法担当）。
- 2007年8月：外務省経済局世界貿易機関（WTO）紛争処理室勤務（〜2010年）。
- 2015年：早稲田大学法学部非常勤講師。
- 2016年：財務省関税局特殊関税調査室顧問（〜2019年）。
- 2019年3月31日：財務省関税・外国為替等審議会専門委員、金融庁金融審議会資金決済ワーキング・グループ専門委員。
- 2020年11月：法務省司法試験考査委員（憲法）（～2023年12月）

## 著作

### 共編
- （阿部克則、濵井宏之）『国際投資仲裁ガイドブック』（中央経済社、2016年1月）
- （宮崎誠（編集）、四宮章夫（編集）、相澤光江（編集））『管財実務のための新会社更生の理論・実務と書式』（民事法研究会、2004年3月）
- （森綜合法律事務所、弁護士法人淀屋橋・山上合同）『書式商事非訟の実務 ー 申請から手続終了までの書式と理論』（民事法研究会 、2002年6月）

### 論文
- 「対ミャンマー制裁と企業の活動」『日経リサーチ・グローバル・マーケティング・キャンパス』（日経リサーチ、2021年6月）
- 「二国間又は地域的な協定における紛争解決制度のWTO紛争解決制度への補完的機能と紛争解決制度の変革―再生可能エネルギーなどの環境関連案件を題材に―」『フィナンシャル・レビュー』第140号＜特集＞『現代国際社会における自由貿易に関する条約体制の諸相』（財務総合政策研究所、2019年11月）